# ULF (鉄道車両)
ULF（ULF:Ultra Low Floor）は、シーメンス・モビリティによって製造された超低床路面電車である。車両はオーストリア・ウィーンを拠点とするSimmering-Graz-Pauker AG/シーメンスSGPで製造された。
1994年に試作車が製造され、その後1997年から2017年まで量産された。

## 概要
ULFは、床面高さ180mmと世界最低床である。これは1車体の長さを短くしたり、左右の車輪を車軸で結ばない独立車輪とすることによって実現しているものである。
車両デザインはポルシェデザインにより設計された。

### 車体
車体はアルミニウム合金製で、連接部分はフレームで覆われている。ドアはプラグドアである。

### 車内
内材は白色を基調としている。部材の多くにプラスチックが多用されている。車内はオールクロスシートであり、車椅子スペースが設けられている。

### 走行機器
制御方式はSIBAS32によるIGBT-VVVFインバータ制御で、磁励音は同社の他車両とは異なっている。主電動機はかご形三相誘導電動機を採用した。主電動機は全閉自冷式もしくは全閉水冷式で、電動機の軸が線路面と垂直に配置されている。主電動機や駆動装置は製造時期によりメーカーが異なる。独立車輪のため、電動機は左右の車輪それぞれに搭載されている。
各連接部および最前部と最後部の車体に台車が設置される。台車は左右各1輪となっていて、最前部と最後部の台車は車体に対して回転できる構造になっている。軸バネはゴムバネ、枕バネはコイルバネと油圧シリンダーから構成される。車輪は弾性車輪を採用している。

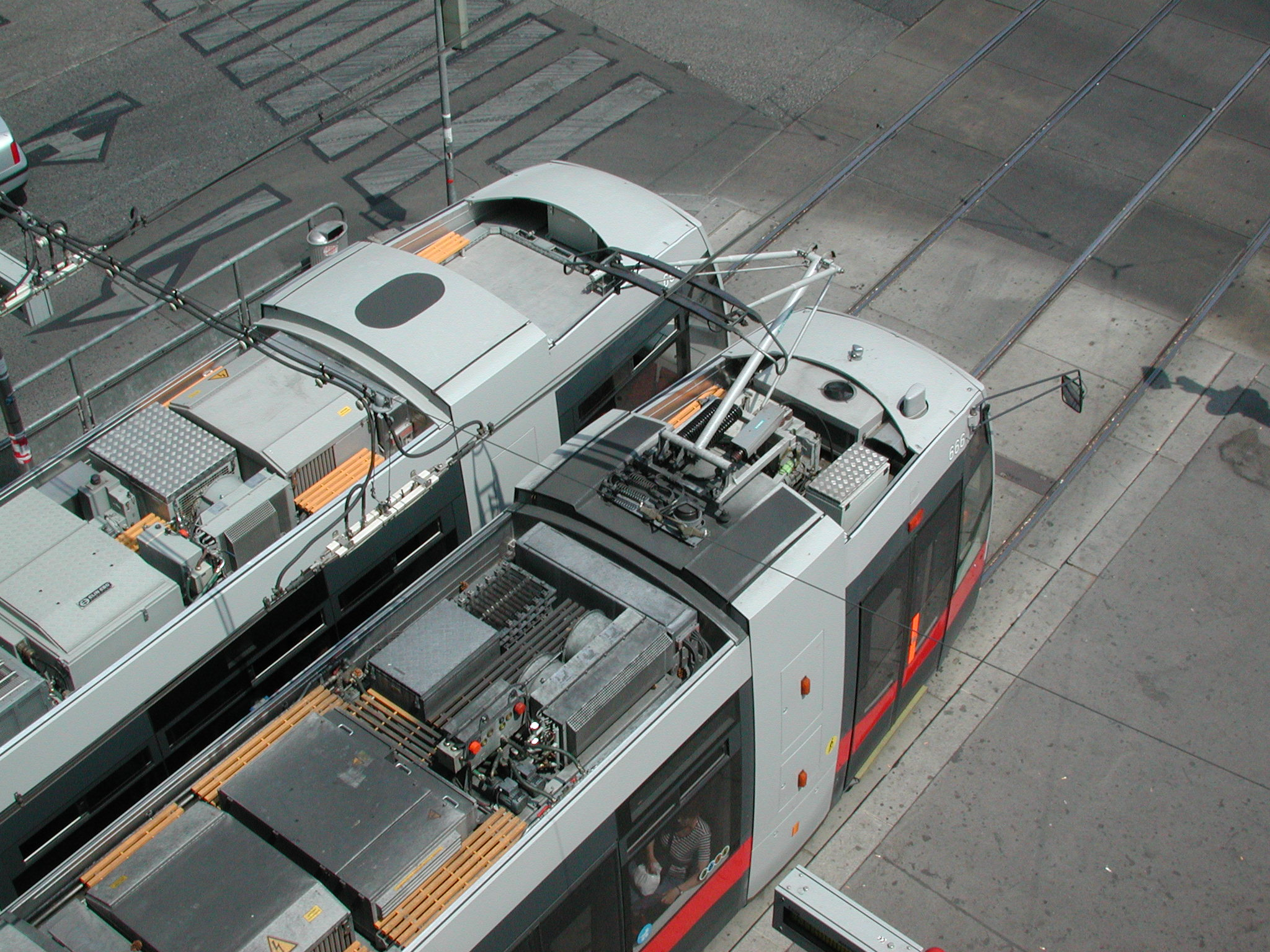
屋根上の機器
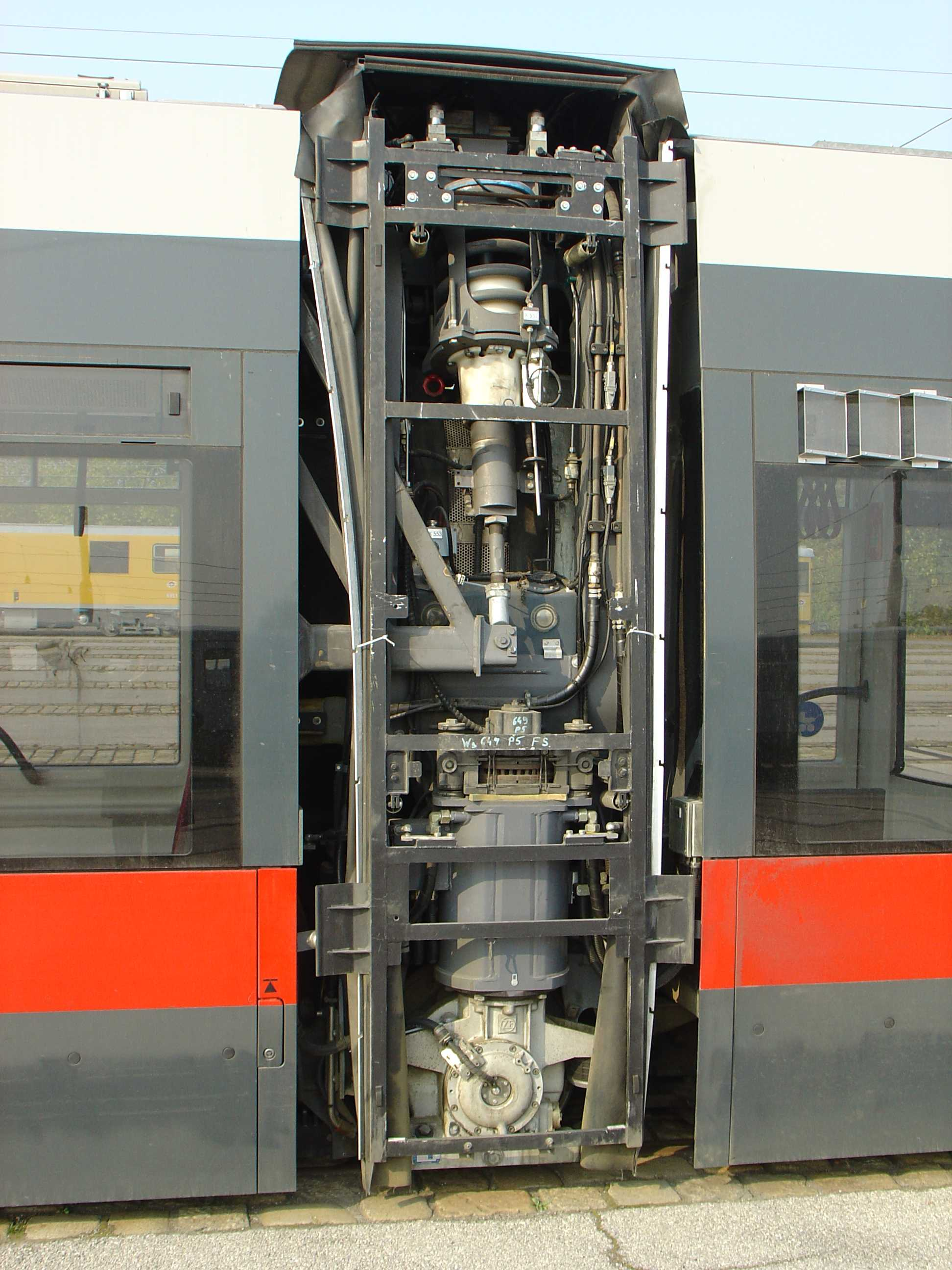
連接部分の内部

### タイプごとの違い
前期車(A/B)と後期車(A₁/B₁)で、ライトの形状や車内の見た目などに違いがみられる。
| タイプ | 車体長         | 重量 | 主電動機出力 | 加速度     |
| ------ | -------------- | ---- | ------------ | ---------- |
| A      | 24.2m（4車体） | 30t  | 63 kW×6      | 5.04km/h/s |
| B      | 35.3m（6車体） | 43t  | 63 kW×8      | 5.04km/h/s |
| A₁     | 24.2m（4車体） | 30t  | 36 kW×6      | 4.68km/h/s |
| B₁     | 35.3m（6車体） | 43t  | 36 kW×8      | 4.68km/h/s |

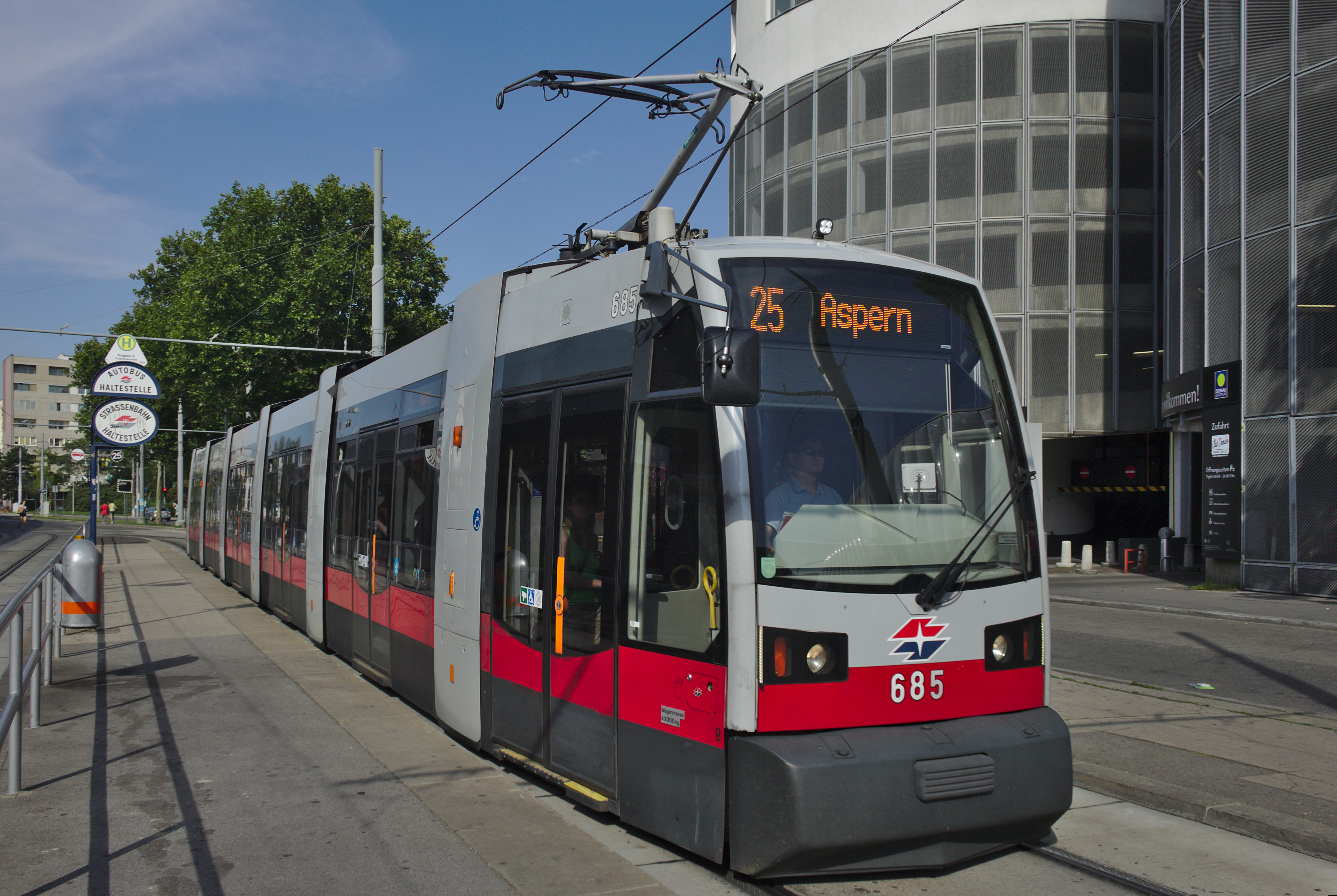
前期車の外観(Type B)
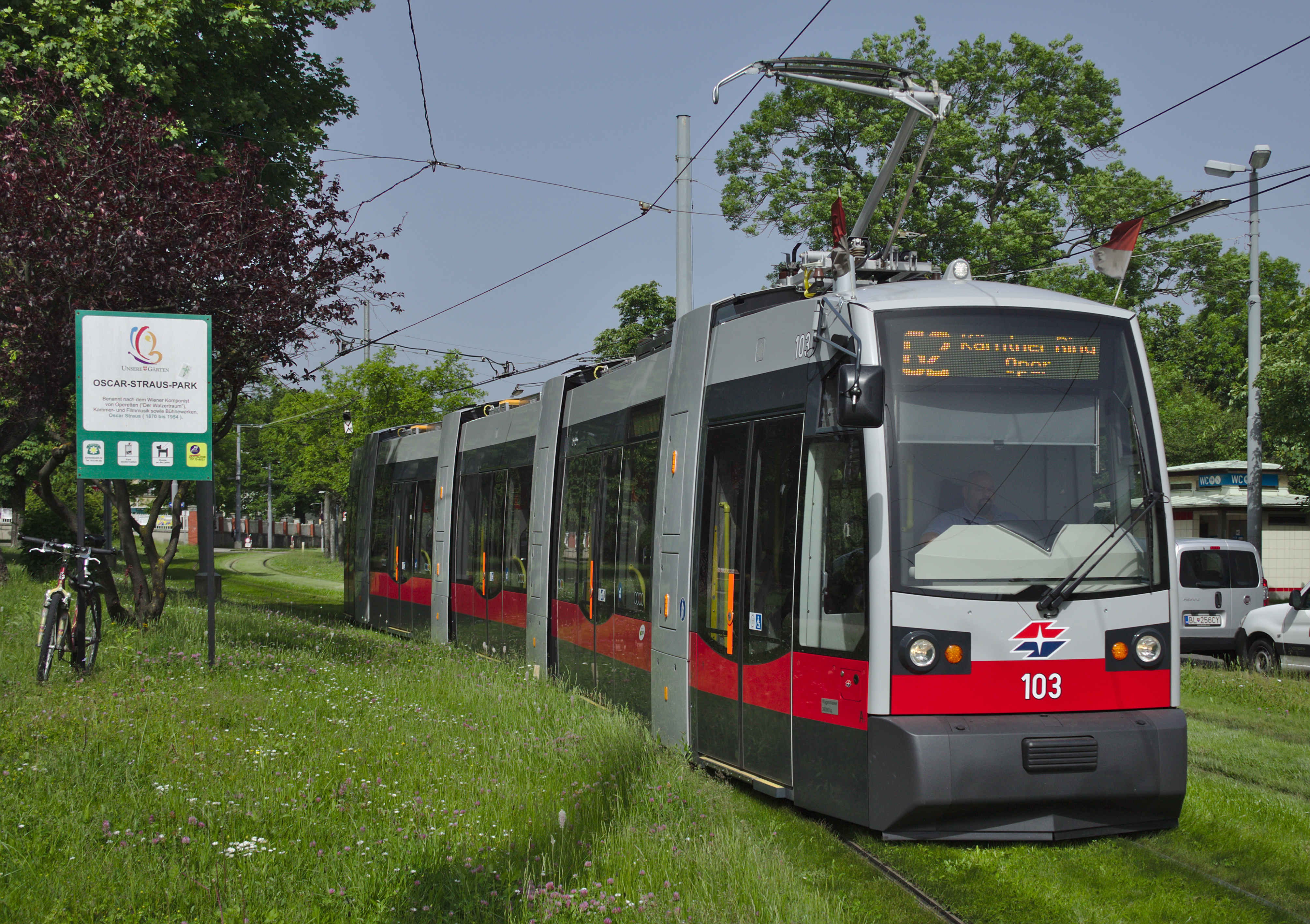
後期車の外観(Type A₁)

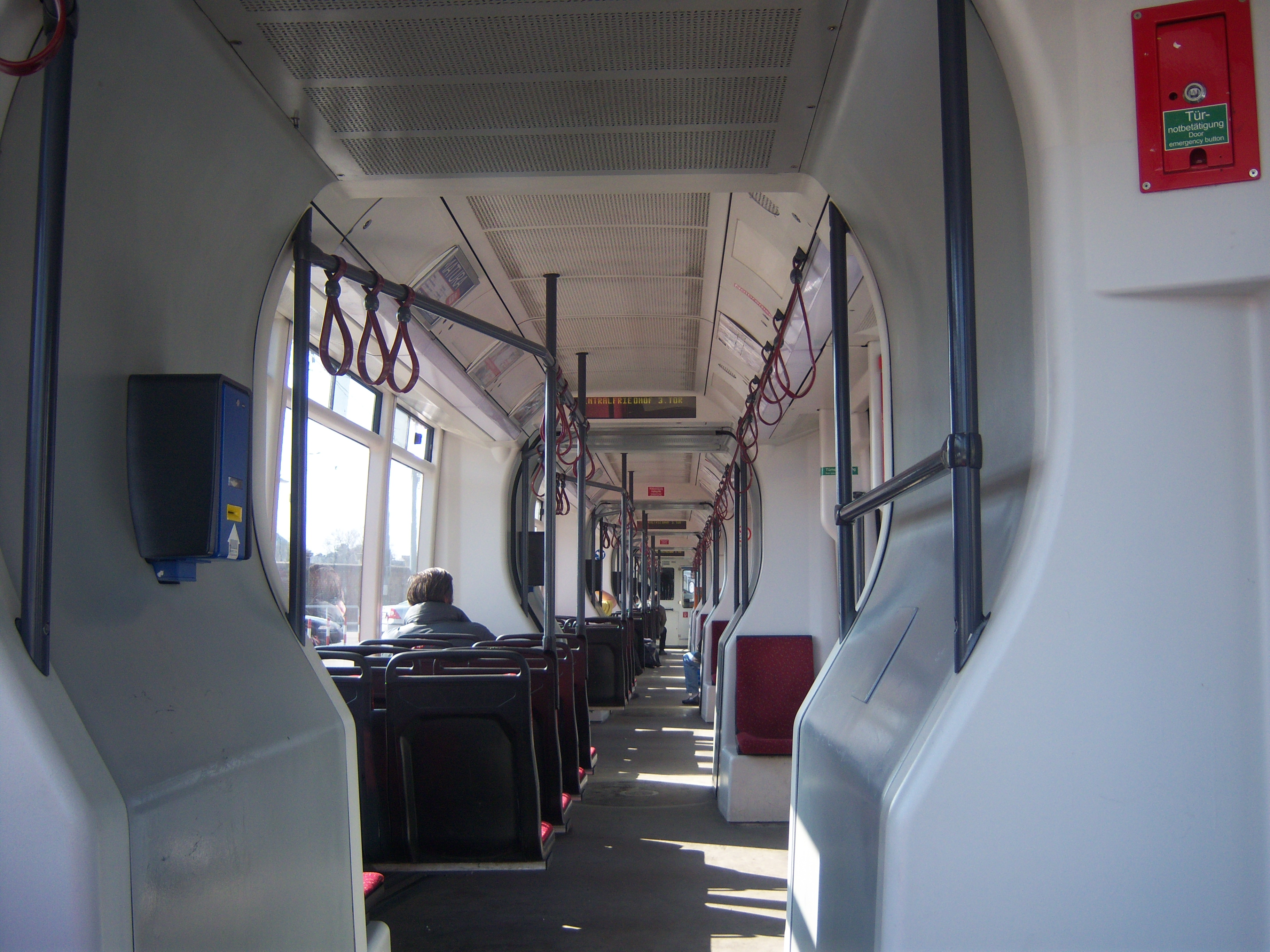
前期車の車内(Type B)
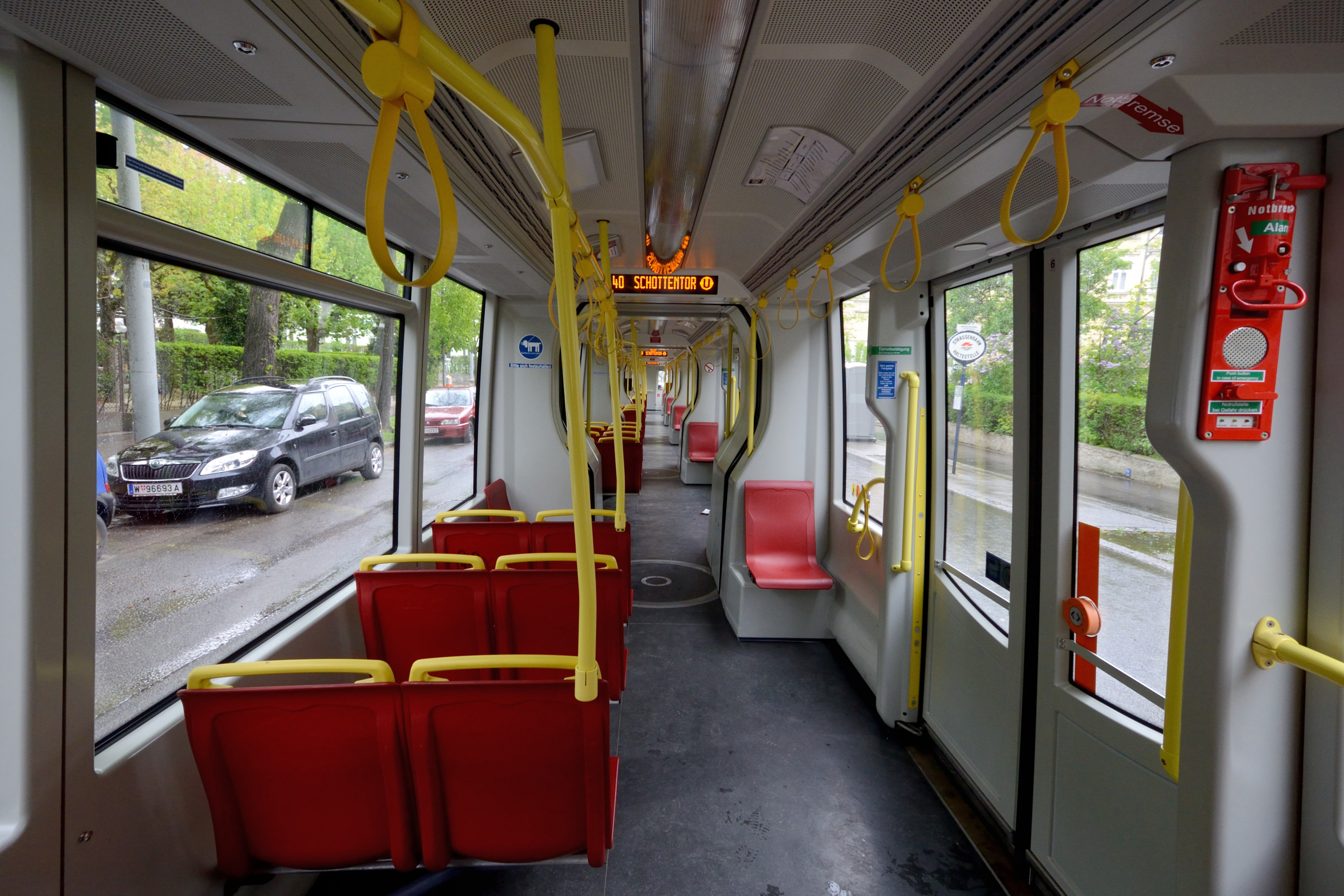
後期車の車内(Type B₁)

## 導入都市
| 国           | 都市                    | 導入年                                                                                                  |
| ------------ | ----------------------- | --- |
| オーストリア | ウィーン (ウィーン市電) | 1995年(Type A試作車、Type B試作車) 1997年(Type A) 1998年(Type B) 2007-15年(Type A₁) 2009年以降(Type B₂) |
| ルーマニア   | オラデア (オラデア市電) | 2008-09年(Type A₁)                                                                                      |